# Marco Meilinger
Marco Meilinger (* 3. August 1991 in Salzburg) ist ein österreichischer Fußballspieler.

## Karriere

### Verein

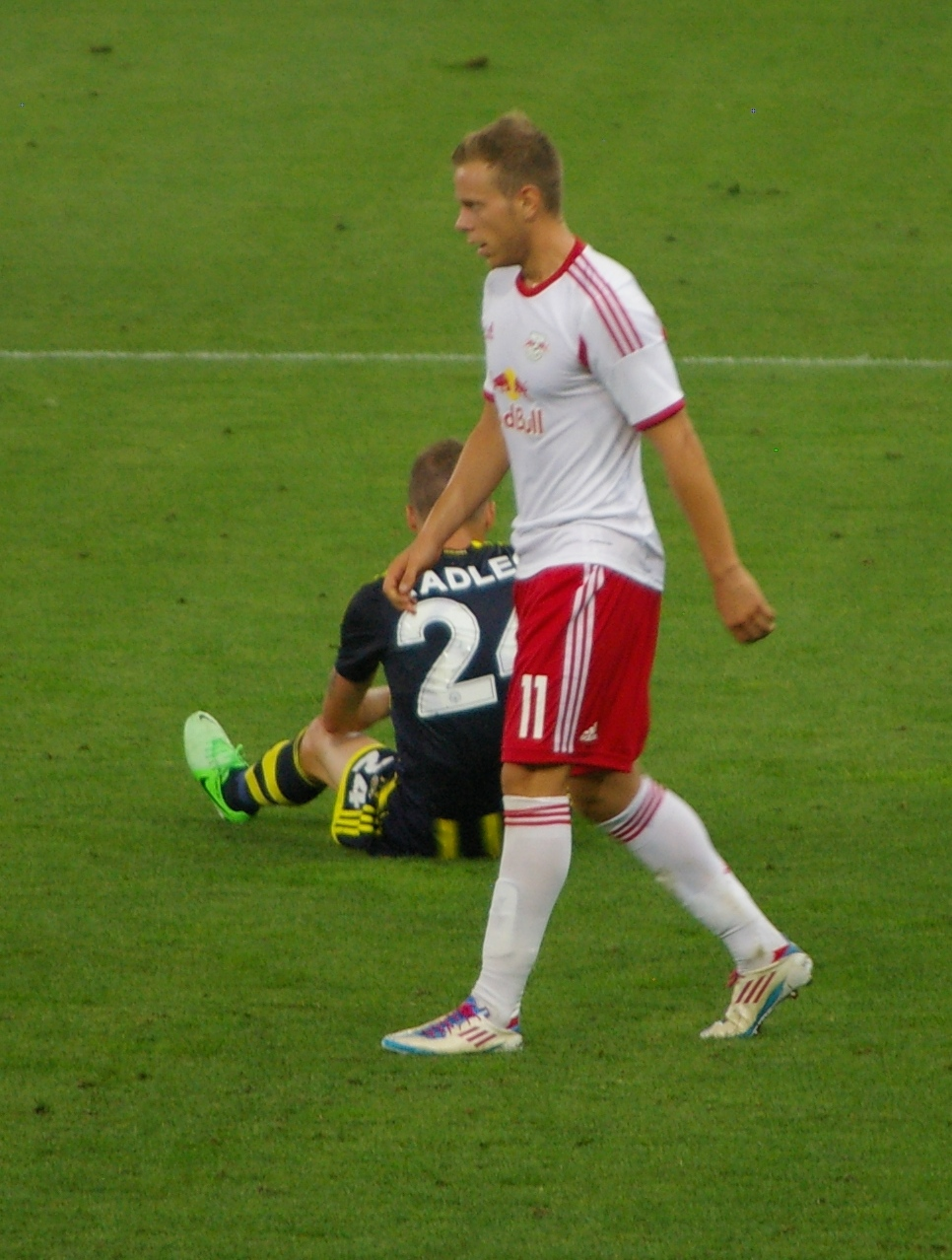
Marco Meilinger im CL-Qualifikationsspiel gegen Fenerbahçe Istanbul

Marco Meilinger begann in frühen Kinderjahren bei USK Anif das Fußballspielen. 2002 wechselte er in die Jugendabteilung von SV Austria Salzburg und spielte dort in etlichen Jugendmannschaften. Nach der Übernahme von Red Bull durfte er in den BNZ-Mannschaften von Salzburg spielen und gelang 2009 der Sprung zu den Juniors Salzburg, die zu diesem Zeitpunkt noch in der ADEG Erste Liga spielten. Sein Debüt gab er gleich in der 1. Runde auswärts gegen Wacker Innsbruck und am 19. März 2010 gelangen ihm im Spiel gegen den SC Austria Lustenau sogar drei Tore.
Zur Saison 2010/11 musste die Mannschaft allerdings in die Regionalliga West zwangsabsteigen, was einen Zusammensturz der Mannschaft verursachte. Viele Spieler wechselten zu anderen Vereinen, da ihnen die 3. Liga zu schwach war. Viele Gerüchte um Marco Meilinger gingen in dieser Zeit um sich, so wollten ihn zum Beispiel die SV Ried oder spanische Zweitligisten verpflichten. Meilinger selbst wollte sich lieber bei Salzburg durchsetzen und in der 1. Mannschaft spielen und so kam es auch, dass er Ende April 2010 einen Vertrag für drei Jahre bei FC Red Bull Salzburg unterschrieb. Die erste Saison als Profi verlief nicht nach seinen Wünschen, da er nur für das zweite Team in der Regionalliga West zum Zug kam. Auch am Beginn der zweiten Saison bei den Bullen wurde er wieder nur in der dritten Liga eingesetzt. Kurz vor Ende der Transferzeit 2011/12 konnte ihn die SV Ried für ein Jahr auf Leihbasis verpflichten. Am 17. September 2011 im Spiel gegen FC Admira Wacker Mödling feierte er sein Bundesliga-Debüt, als er in Minute 67 für Emanuel Schreiner eingewechselt wurde. Sein erstes Bundesliga-Tor schoss er vier Runden später gegen den SV Mattersburg. Nach zwei Jahren in Ried kehrte er zur Saison 2013/14 wieder zurück nach Salzburg.
Nach gutem Beginn spielte er immer seltener in der ersten Mannschaft. So entschloss er sich, nachdem sein Vertrag auslief, ab der Saison 2014/15 für FK Austria Wien zu spielen.
Zur Saison 2016/17 wechselte er nach Dänemark zum Aalborg BK.
Am 12. Jänner 2018 kehrte Meilinger zurück nach Österreich, wo er beim SCR Altach einen Vertrag bis Sommer 2020 erhielt. Für Altach kam er insgesamt zu 76 Einsätzen in der Bundesliga, in denen er viermal traf. Nach der Saison 2021/22 verließ er den Klub nach viereinhalb Jahren. Nach einem halben Jahr ohne Klub wechselte er im Jänner 2023 zum Regionalligisten Union Vöcklamarkt.

### Nationalmannschaft
Ab 2008 war Marco Meilinger im Einsatz der Jugendnationalmannschaften Österreichs. Im Jahr 2010 nahm er an der U-19 Europameisterschaft in Frankreich teil, wo er in den Gruppenspielen gegen Frankreich und Niederlande zum Einsatz kam. Die Mannschaft wurde Gruppendritter und qualifizierte sich so für die U-20 Weltmeisterschaft 2011 in Kolumbien. In Kolumbien kam Meilinger auf zwei Einsätze, schied aber mit dem Team als Gruppenletzter in der Vorrunde aus.

### Erfolge
- Österreichischer Meister 2014
- Österreichischer Cupsieger: 2014